# Lenti
Lenti é uma cidade da Hungria, situada no condado de Zala. Tem 73,79 km² de área e sua população em 2019 foi estimada em 7.348 habitantes.